# Ethan Allen Express

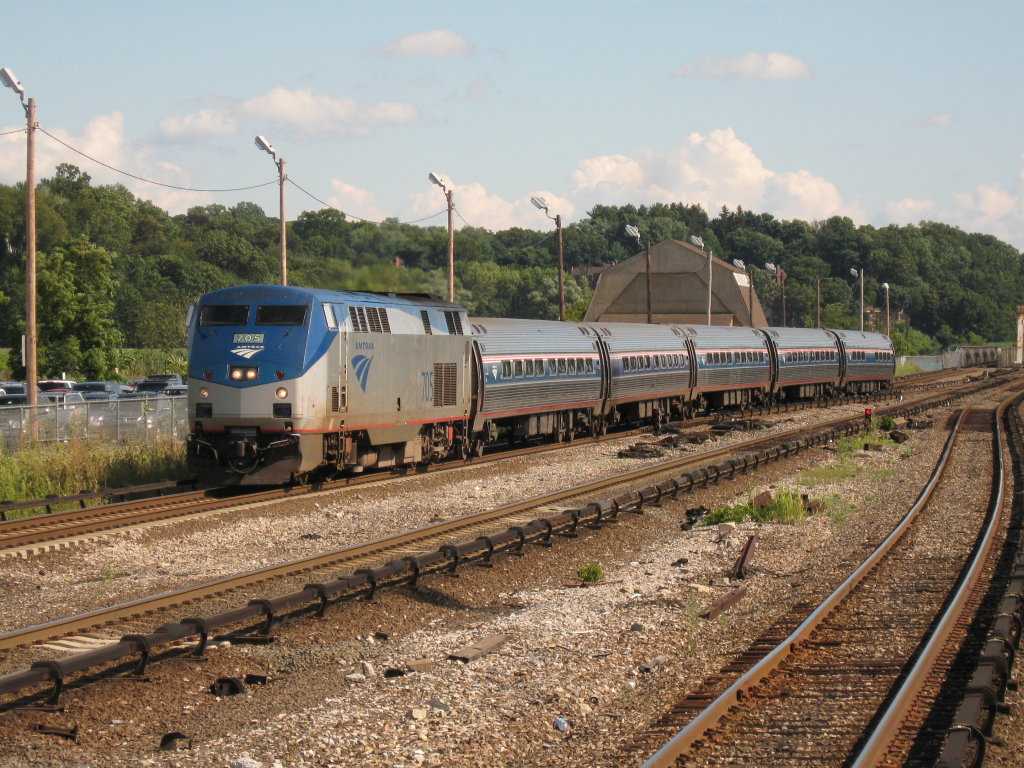

Ethan Allan Express je 388 km dlouhá linka osobní železniční dopravy, která spojuje New York s městem Rutland ve Vermontu. Linka je zvlášť populární mezi lyžaři, kteří směrují do střediska zimních sportů Killington ve Vermontu. Trať nese název hrdiny americké války za nezávislost, Ethana Allena. V roce 2011 bylo na trati přepraveno víc než 50 000 cestujících a příjmy činili víc než 2,5 milionů dolarů. 

## Historie
Když Amtrak začal provozovat trať Vermonter v roce 1995, západní část státu lobbovala za prodloužení tratě až do Rutlandu. Provoz na trati probíhá od roku 1996. Na severní části tratě osobní doprava nebyla provozována již od roku 1936. V říjnu 2008 vermontské dopravní oddělení navrhlo zrušení tratě a její nahrazení autobusy, což ale nebylo schváleno zákonodárci Vermontu. Linka ale trpěla častými pozdními příjezdy a odjezdy a v únoru 2011 ji Amtrak vyhodnotil jako svojí nejhorší trať. Úpravy tratě v roce 2011 a celkové zlepšení provozu měli za následek snížení opožděných příjezdu z 11 068 minut v prosinci 2010 na 106 minut o rok později.

## Plány do budoucna
Od roku 2000 existují plány na prodloužení tratě do Burlingtonu. Zastánci prodloužení argumentují faktem, že spojení s hlavním městem Vermontu zajistí dlouhodobou rentabilitu tratě.